# Romain Puértolas

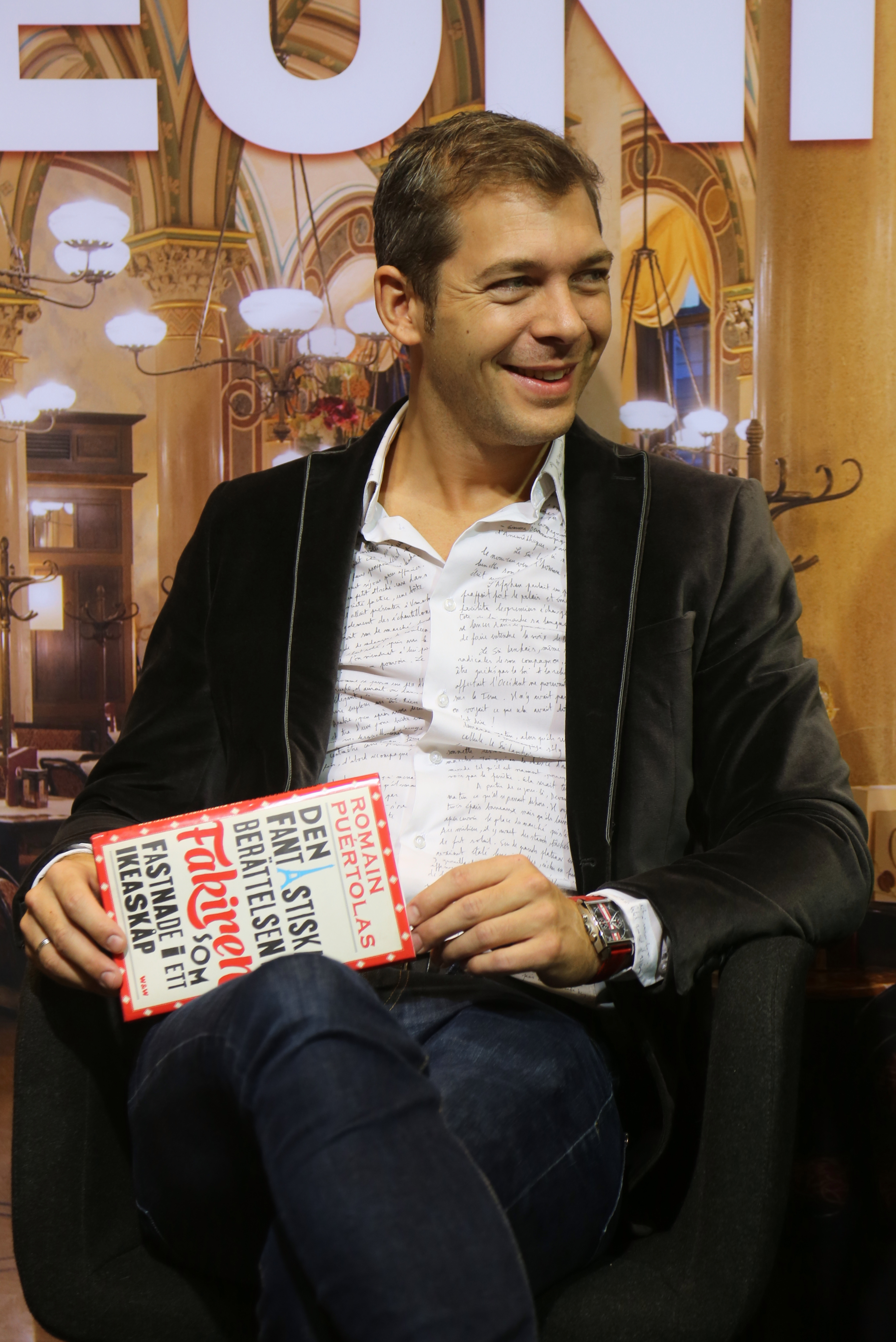
Romain Puértolas 2014.

Romain Puértolas (* 21. Dezember 1975 in Montpellier, Frankreich) ist ein französischer Schriftsteller.

## Leben
Mit dem Buch Le jour où Shakespeare a inventé le moonwalk debütierte Puértolas als Schriftsteller. Mit seinem zweiten Roman L'extraordinaire voyage du fakir qui était resté coincé dans une armoire Ikea gelang ihm ein Jahr später der internationale Durchbruch. Das Buch wurde ein Publikumserfolg. Es wurde für den renommierten Literaturpreis Prix Renaudot nominiert. Bis März 2014 verkaufte sich das Buch alleine in Frankreich über 300.000 Mal. Es wurde in 36 Sprachen übersetzt und verfilmt; der Film kam Ende November 2018 in die deutschen Kinos.

## Werke (Auswahl)
- Le jour où Shakespeare a inventé le moonwalk. Groupe CCEE, Aubagne 2012, ISBN 978-2-35682-090-7.
- L'extraordinaire voyage du fakir qui était resté coincé dans une armoire Ikea. Le Dilettante, Aubagne 2013, ISBN 978-2-84263-776-7.
  - Die unglaubliche Reise des Fakirs, der in einem Ikea-Schrank feststeckte. Übers. Hinrich Schmidt-Henkel. S. Fischer Verlag, Frankfurt am Main 2014, ISBN 978-3-8398-1322-5.
- La Petite Fille qui avait avalé un nuage grand comme la tour Eiffel. Le Dilettante, Paris 2015, ISBN 978-2-84263-812-2.
  - Das Mädchen, das eine Wolke so groß wie der Eiffelturm verschluckte. Übers. Maja Ueberle-Pfaff. Atlantik, Hamburg 2015, ISBN 978-3-455-60037-7.
  - Der unglaubliche Flug der verliebten Briefträgerin. Übers. Maja Ueberle-Pfaff. Heyne, München 2017, ISBN 978-3-453-41982-7.
- Re-vive l'empereur. Le Dilettante, Paris 2015, ISBN 978-2-84263-845-0.
  - Der kleine Kaiser ist zurück. Atlantik, Hamburg 2018, ISBN 978-3-455-60049-0.
- Tout un été sans Facebook. Le Dilettante, Paris 2017, ISBN 978-2-84263-907-5
- Un détective très très très spécial. La Joie de Lire, Genf 2017, ISBN 978-2-88908-380-0.
- Les nouvelles aventures du fakir au pays d'Ikea. Le Dilettante, Paris 2018, ISBN 978-2-84263-946-4.

## Filmografie (Auswahl)
- 2018: Die unglaubliche Reise des Fakirs, der in einem Kleiderschrank feststeckte (The Extraordinary Journey of the Fakir)